# Toni Fernández i Casino
Toni Fernández i Casino   (Rubí, 15 de juliol de 2008) és un futbolista català que juga com a davanter al Barcelona Atlètic de la Primera Federació.

## Trajectòria
Va arribar a la Masia provinent del RCD Espanyol. Al setembre i octubre del 2024, Fernández va ser convocat amb el primer equip per a diversos partits de La Lliga i la UEFA Champions League, sense arribar, però, a debutar. Posteriorment, el 4 de gener del 2025 va debutar amb el primer equip a la Copa del Rei davant el Unión Deportiva Barbastro en una victòria per 4-0. Fernández es va convertir en el segon jugador més jove a debutar amb el FC Barcelona, per darrere de Lamine Yamal, amb 16 anys i 173 dies.
El cosí del també jugador Guillermo Fernández: els pares de tots dos són germans i les seves mares són també germanes.